# فرانک ۴۵۴۶
سیارک ۴۵۴۶ (به انگلیسی: 4546 Franck، نامگذاری:1990EW2) چهار هزار و پانصد و چهل و ششمین سیارک کشف شده‌است که در ۲ مارس ۱۹۹۰ کشف شد.
قدر مطلق سیارک برابر ۱۳٫۶۰ است.